# Perodua Axia
La Perodua Axia è un'autovettura del tipo city car prodotta dalla casa automobilistica malese Perodua dal 2014.

## Descrizione
Lanciato in Malaysia il 15 settembre 2014 come successore della Viva, l'Axia è il primo modello ad essere costruito nella seconda fabbrica di Perodua a Rawang in Selangor.
Il nome 'Axia', che si pronuncia 'a-zee-a' o 'A-xia', deriva dalla parola greca 'ΑΞΙΑ' (axia) che significa "valore". Inoltre la parola Axia si rifà alla parola Asia, ma con la lettera "s" sostituita da "x" che rappresenta il numero dieci, poiché l'Axia è il decimo modello della Perodua.
L'Axia è stata sottoposta ad un primo aggiornamento il 20 gennaio 2017 rivedendo un nuovo motore da 1.0 litro VVT-i, un'inedita griglia anteriore e paraurti rivisti.
Il 20 settembre 2019 ha esordito un secondo restyling.